# Boris Lacroix
Pour les articles homonymes, voir Lacroix.
Boris Lacroix (né à Paris le 18 mars 1902, où il est mort le 3 mars 1984) est un architecte et dessinateur art déco français.
Fils illégitime du grand-duc Boris Vladimirovitch de Russie, Boris Lacroix a été directeur artistique de la Maison de couture Vionnet de 1924 à 1937.
Il a reçu la Francisque.